# Kościół Starokatolicki w Niemczech
Kościół Starokatolicki w Niemczech (de: Katholisches Bistum der Alt-Katholiken in Deutschland) – kościół starokatolicki, będący najliczniejszym członkiem Unii Utrechckiej Kościołów Starokatolickich (26 tys. wiernych). Kościół należy również do Światowej Rady Kościołów. Organem prasowym wspólnoty jest „Christen heute. Zeitung der Alt-Katholiken für Christen heute”. Zwierzchnikiem kościoła jest bp dr Matthias Ring.

## Historia
Podwaliny pod zorganizowanie Kościoła Starokatolickiego w Niemczech położono już na I Kongresie Starokatolików w Monachium (1871). W dniu 4 czerwca 1873 r. zgromadzenie delegatów kolejnego II Kongresu starokatolików, dokonało wyboru pierwszego biskupa starokatolickiego Niemiec ks. prof. Josepha Reinkensa. Sakrę biskupią otrzymał on w dniu 11 sierpnia 1873 r. w Rotterdamie z rąk biskupa Hermana Heykampa z diecezji Deventer Kościoła Starokatolickiego w Holandii. Pierwszy synod Katolickiego Biskupstwa Starokatolików w Niemczech odbył się w 1874 r. w Bonn. W obradach synodalnych brało udział ponad 100 przedstawicieli. 4 lipca 1875 r. rząd pruski przyznał starokatolikom państwową opiekę prawną.
7 listopada 2009 roku dokonano wyboru nowego zwierzchnika Kościoła w osobie ks. dra Mateusza Ringa, który zastąpił na tym stanowisku bpa Joachima Vobbego. Przyjął on sakrę biskupią 20 marca 2010 roku w ewangelickim kościele miejskim w Karlsruhe.

## Nauka Kościoła Starokatolickiego w Niemczech
Doktryna Starokatolicka opiera się na nauce niepodzielonego Kościoła Powszechnego pierwszych wieków, ujętej w ustaleniach Soborów Ekumenicznych. Starokatolicy najwyższą cześć oddają Bogu, wyznają wiarę w realną obecność ciała i krwi pańskiej w Eucharystii, zaś komunia jest udzielana pod dwiema postaciami: chleba i wina. Eucharystia nie jest w starokatolicyzmie powtórzeniem ofiary Chrystusa, a jej upamiętnieniem czy też uobecnieniem. W starokatolicyzmie istnieje również kult Maryi Panny, jednak odrzucany jest dogmat o jej Niepokalanym Poczęciu i Wniebowzięciu, zniesione zostały dogmaty przyjęte przez Kościół zachodni po rozłamie z Kościołem wschodnim. Starokatolicy oddają cześć także aniołom, apostołom, męczennikom i świętym. Kościół umożliwia spowiedź w konfesjonale, ale wiernym odpuszcza się grzechy także w trakcie mszy podczas spowiedzi powszechnej. Kościoły starokatolickie nie uznają nieomylności i władzy papieży.

## Duchowni
Obecnie Kościół liczy 99 księży w 57 parafiach.
Duchownym Kościoła starokatolickiego może być zarówno mężczyzna jak i kobieta, który(a) ukończył(a) wyższe studia teologiczne na uniwersytecie oraz Starokatolickie Seminarium Duchowne w Bonn i zdał(a) Egzamin Kościelny dopuszczający do święceń. Biskupem (biskupką) w Kościele starokatolickim może być kapłan (kapłanka) wybrany przez Synod Ogólnokrajowy, konsekrowany(a) przez przynajmniej trzech biskupów – członków Międzynarodowej Konferencji Biskupów Starokatolickich Unii Utrechckiej. Kapłanów (Kapłanki) nie obowiązuje celibat. W Niemczech obowiązują stroje liturgiczne podobne jak w Kościele rzymskokatolickim.

## Parafie i kaplice

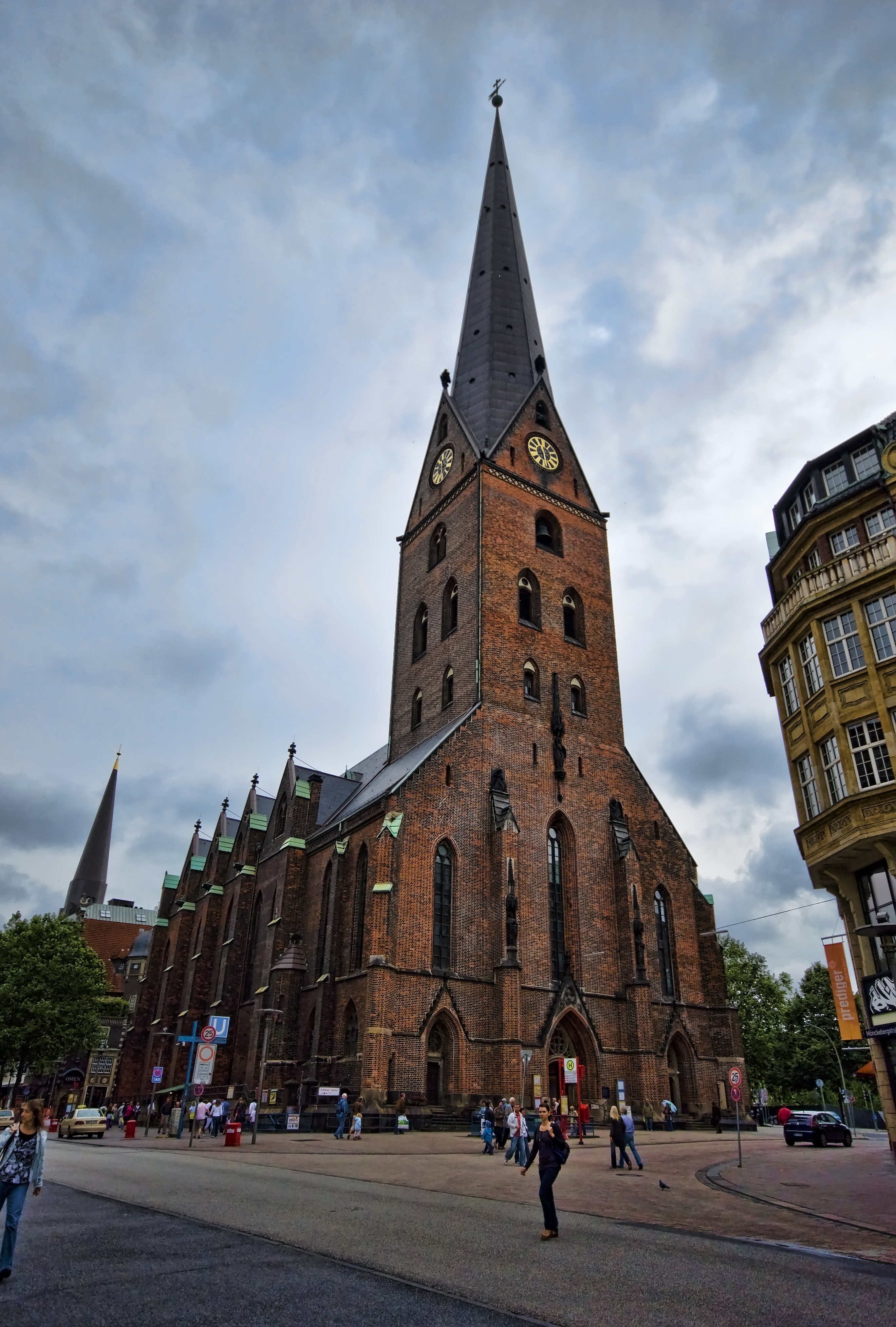
Parafia św. Piotra w Hamburgu

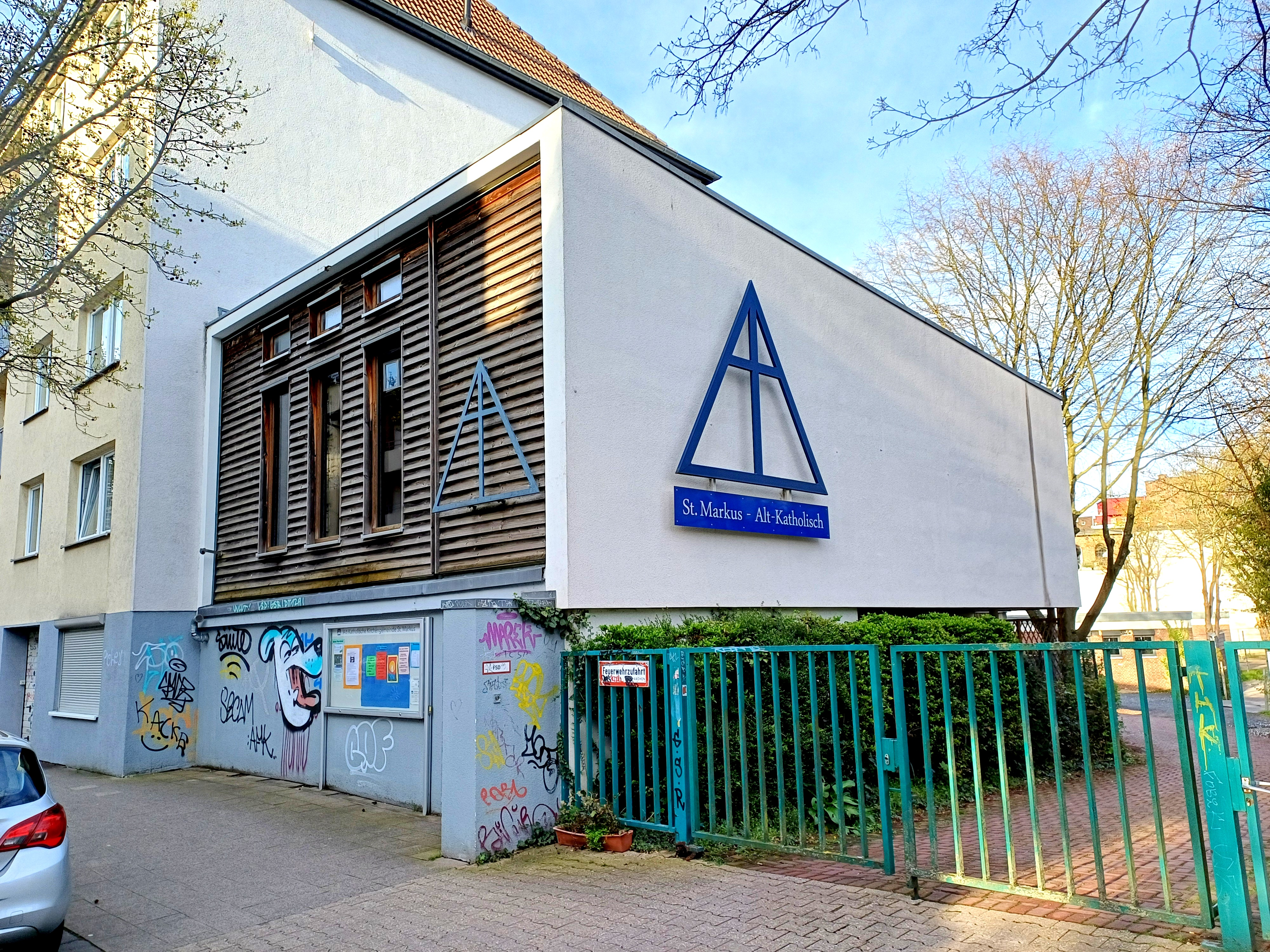
Kaplica św. Marka w Akwizgranie

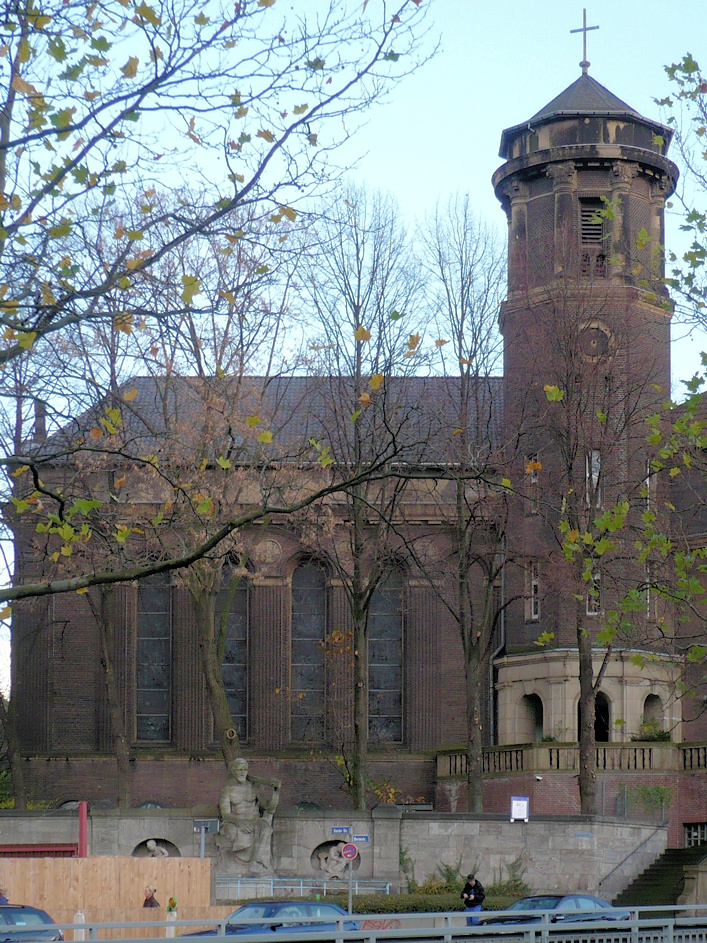
Kościół Pokoju w Essen

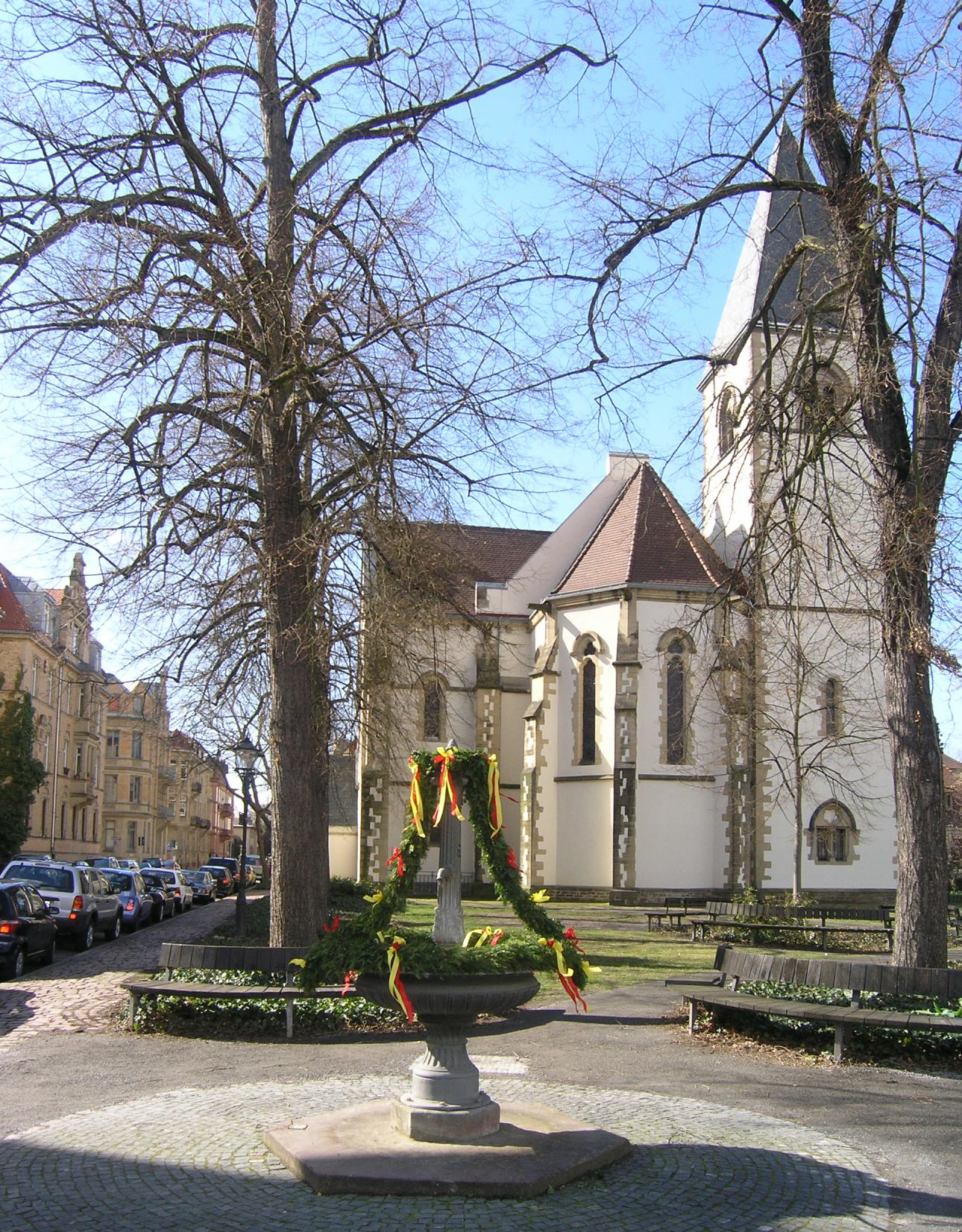
Kościół w Karlsruhe

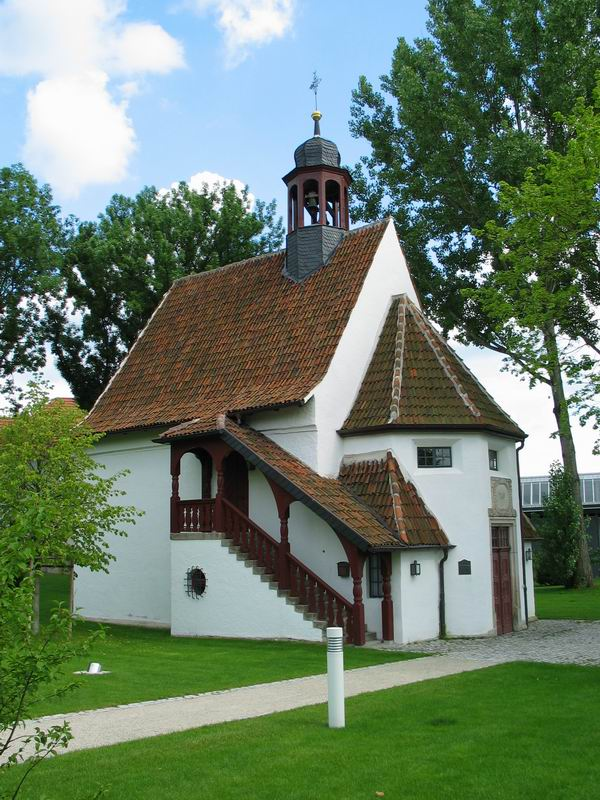
Kościół św. Mikołaja w Koburgu

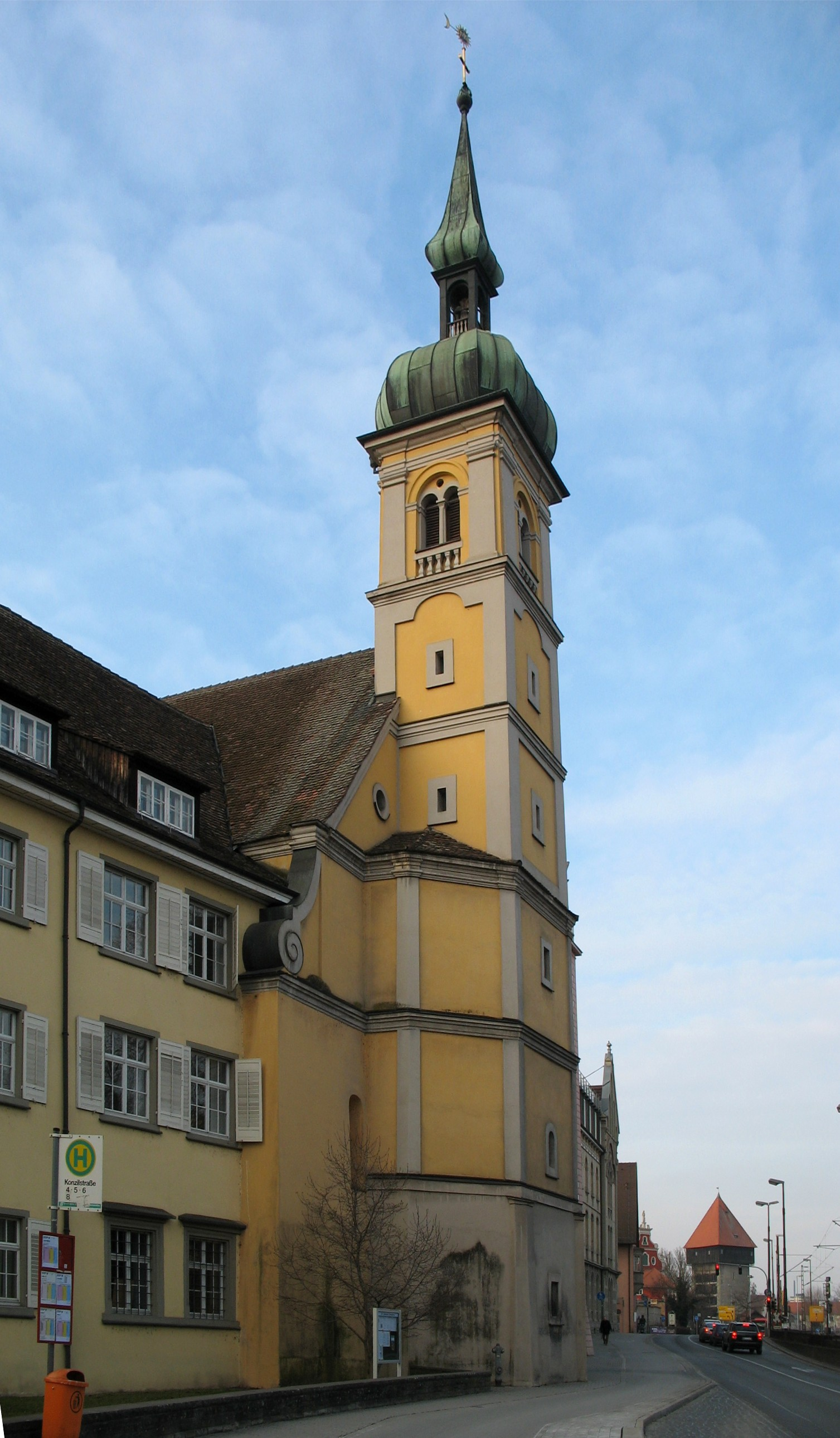
Kościół w Konstancji

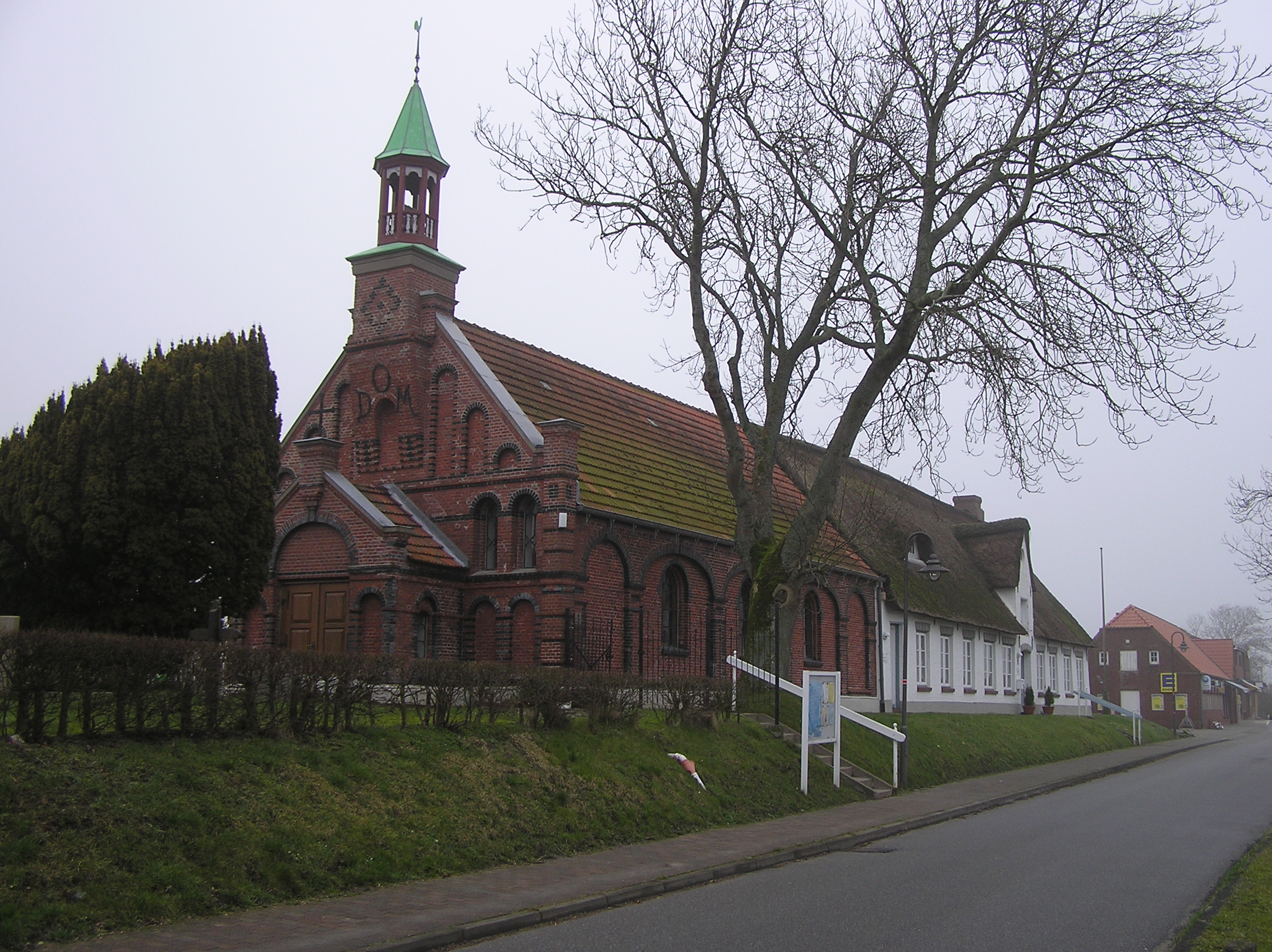
Kościół św. Teresy w Nordstrand

- Parafia św. Marka w Akwizgranie, proboszcz: ks. Jürgen Grewe
- Parafia w Albersdorfie nad Bergiem
- Parafia w Augsburgu, proboszcz: ks. Aleksandra Caspari
  - Kościół ewangelicki w Donauwörth
- Parafia w Baden-Baden, proboszcz: ks. Hans Vogt
  - Kaplica św. Mateusza w Offenburgu
  - Kościół luterański w Pforzheimie
- Parafia św. Marii Magdaleny w Berlinie, proboszcz: ks. dziek. Jan Urbisch
  - Kaplica Franciszkańskiej Wspólnoty Ekumenicznej w Sadnikach, proboszcz: ks. Tadeusz Bruder OFB
  - Kaplica w Schwerinie
- Parafia w Blumbergu, proboszcz: ks. Armin Luhmer
  - Kościół św. Stefana w Randen
  - Kościół św. Szczepana w Stühlingen
  - Kościół św. Marcina w Stühlingen-Schwaningen
- Parafia św. Jana w Blumbergu-Kommingen, proboszcz: ks. Armin Luhmer
  - Kościół Chrystusa Zbawcy w Fützen
  - Kaplica św. Małgorzaty w Hüfingen-Mundelfingen
- Parafia św. Cypriana w Bonn, proboszcz: ks. Werner Luttermann
- Parafia rektorska w Bonn, proboszcz: ks. Henrietta Crüwell
  - Kaplica św. Jana w Domie im. I. Döllingera w Bonn
  - Katedra Imienia Jezus w Bonn (w organizacji)
- Parafia Zwiastowania Pańskiego w Bottrop, proboszcz: ks. dr André Golob
- Parafia Chrystusa Zbawiciela w Dettighofen, proboszcz: ks. Grzegorz Blasé
  - Kaplica w Hohentengen
  - Kaplica św. Krzyża w Lottstetten
- Parafia św. Marcina w Dortmundzie, proboszcz: ks. Rudolf Geuchen 
  - Kościół Zmartwychwstania Pańskiego w Hadze
  - Kościół luterański w Kamen
- Parafia w Dreźnie
- Parafia św. Tomasza w Düsseldorfie, proboszcz: ks. Tomasz Schüppen
- Parafia Pokoju w Essen, proboszcz: ks. Ingo Reimer
- Parafia we Frankfurcie, proboszcz: ks. dziek. Ulrich Katzenbach
  - Kaplica w Fuldzie
  - Kościół rzymskokatolicki franciszkański w Oberursel
- Parafia św. Urszuli we Fryburgu Bryzgowijskim, proboszcz: ks. Gerhard Ruisch 
  - Kaplica wieżowa w Andernach
  - Kaplica we Friedewaldzie
  - Kościół luterański w Konzu
  - Kaplica w centrum im. Marcina Lutra w Konzu
- Parafia Zmartwychwstania Pańskiego w Furtwangen im Schwarzwald, proboszcz: ks. Joachim Sohn
  - Kaplica górska w Gütenbach
  - Kaplica w Rottweil
  - Kaplica w Triberg im Schwarzwald
  - Kaplica w Villingen-Schwenningen
- Parafia św. Ducha w Halle, p.o. proboszcz: ks. Wilfried Büchse
  - Kaplica św. Ducha w Köthen (Anhalt)
- Parafia św. Trójcy w Hamburgu, proboszcz: ks. Oranna Naudascher-Wagner
  - Kościół św. Stefana w Lüneburgu
- Parafia w Hanowerze, proboszcz: ks. Oliver Kaiser
  - Kaplica chrzcielna w Osnabrück
- Parafia w Heidelbergu, proboszcz: ks. Bernd Panizzi
- Parafia w Hochrhein-Wiesentalu, proboszcz: Ks. Christian Edringer
  - Kościół Wszystkich Świętych w Bad Säckingen
- Parafia w Karlsruhe, proboszcz: ks. Reinhold Lampe
  - Kaplica św. Katarzyny w Landau in der Pfalz
- Parafia w Kassel, proboszcz: ks. Andrzej Jansen
  - Kaplica w Bad Hersfeld
  - Kaplica św. Michała i św. Elżbiety w Erfurcie
- Parafia w Kaufbeuren-Neugablonz, proboszcz: ks. Armin Strenzl
- Parafii Marii Magdaleny w Kempten (Allgäu), proboszcz: ks. Michał Edenhofer
  - Kaplica kliniczna w Oberstdorfie
- Parafia św. Jakuba w Koblencji, proboszcz: ks. Ralf Staymann
  - Kościół Chrystusa Króla w Zell (Mosel)
  - Kościół w Zoll
- Parafia w Konstancji, proboszcz: ks. dziek. Hermann-Eugen Henkel
- Parafia Zmartwychwstania Pańskiego w Kolonii, proboszcz: ks. dziek. Jürgen Wenge
- Parafia w Krefeld, proboszcz: ks. Korneliusz Schmidt
- Parafia Ekumenicznego Zakonu Cystersów w Lenau, proboszcz: ks. opat Klaus Schlapps OPR
  - Kaplica św. Łukasza w Lenau
- Parafia w Mannheimie, proboszcz: ks. dziek. Jan Theil
  - Kościół Chrystusa Pana w Dittelsheimie-Heßloch
  - Kościół Chrystusa Zbawiciela w Erlöserkirche
  - Kościół pałacowy w Mannheimie
- Parafia św. Willibrorda w Monachium, proboszcz: Ks. Siegfried Thuringer
  - Kaplica w Bad Tölz
  - Kaplica św. Ducha w Erding
- Parafia w Mühldorfie am Inn, proboszcz: ks. dr Alto Schwaiger
- Parafia św. Jana w Münster, proboszcz: ks. Rudolf Geuchen
  - Kościół ewangelicki w Neuötting
  - Kościół Chrystusa Króla w Waldkraiburgu
- Parafia św. Teresy w Nordstrand, proboszcz: ks. Grzegorz Reynders
  - Kaplica św. Grzegorza w Bad Schwartau
  - Kościół św. Józefa w Bremie
  - Kościół św. Jakuba w Kilonii
- Parafia w Offenbach, proboszcz: ks. Guido Palazzari
  - Kościół w Aschaffenburgu
- Parafia św. Mateusza w Offenburgu, proboszcz: ks. Hans Vogt
  - Kościół ewangelicki w Pforzheimie
- Parafia w Ratyzbonie, proboszcz: bp dr Mateusz Ring
- Parafia Wszystkich Świętych w Rosenheim, proboszcz: ks. dziek. Herald Klein
  - Kaplica w Domie Bonifratrów w Bad Reichenhall
- Parafia w Saarbrücken, proboszcz: ks. Oliver van Meeren
  - Kaplica św. Hedwiga w Kaiserslautern
- Parafia św. Tomasza w Singen (Hohentwiel), proboszcz: ks. Tomasz Walter
- Parafia św. Katarzyny w Stuttgarcie, proboszcz: ks. Joachim Pfützner
  - Kościół ewangelicki św. Jana w Aalen
- Parafia w Wiesbaden, proboszcz: ks. Klaus Rudershausen
  - Kaplica w Hadamar
  - Kościół ekumeniczny św. Krzysztofa w Moguncji
  - Kościół szpitalny w Wetzlar
- Parafia św. Piotra i Pawła w Weidenbergu, proboszcz: ks. Ulrich Piesche
  - Kościół św. Mikołaja w Koburgu
  - Kaplica ekumeniczna w Bayreuth
- Parafia w Würzburgu, proboszcz: ks. Niki Schönherr
- Parafia w Quedlinburgu, proboszcz: ks. Herbert Rogmann
  - Kaplica w Blankenburgu (Harz)